# Nothaphoebe heterophylla
Nothaphoebe heterophylla är en lagerväxtart som beskrevs av Elmer Drew Merrill. Nothaphoebe heterophylla ingår i släktet Nothaphoebe och familjen lagerväxter. Inga underarter finns listade i Catalogue of Life.